# Kleine Aussichten

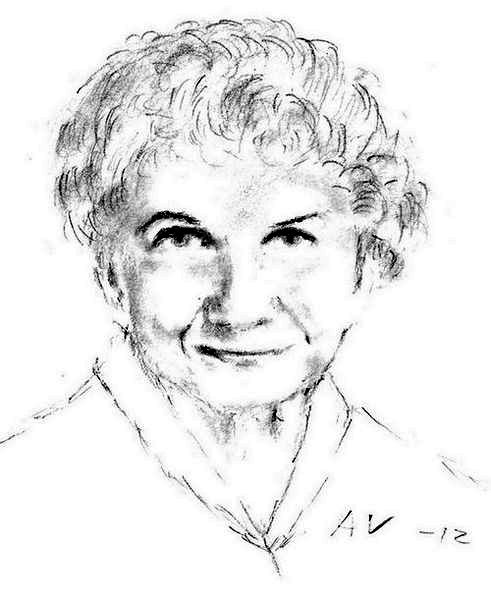
Alice Munro, Nobelpreis für Literatur 2013

Kleine Aussichten. Ein Roman von Mädchen und Frauen (im Original Lives of Girls and Women, 1971) ist die zweite Kurzgeschichtensammlung von Alice Munro. Eine deutschsprachige Übersetzung von Hildegard Petry erschien erstmals 1983 bei Klett-Cotta in Stuttgart. In der jüngsten Ausgabe beim Berliner Taschenbuch-Verlag 2006 hat die Sammlung einen Umfang von 362 Seiten.
Die Hauptfigur Del Jordan besteht von Erzählung zu Erzählung Kämpfe und durchlebt wiederholt Krisen. Anfangs eher dazu geneigt, zwei getrennte Welten zu sehen, stellt sich im Laufe der Sammlung heraus, dass die Grenzen fließend sind und eine Entscheidung für eine der beiden Seiten nicht möglich und auch nicht sinnvoll ist, so Rae McCarthy MacDonald (1978) in einer Analyse der Sammlung, in der es heißt, der Band hätte die Form eines Romans. Jeremy Lalonde (2004) bezeichnet den Band als eine (Ab-)Folge von Kurzgeschichten („short story sequence“).

## Enthaltene Werke
- Die Flats Road (The Flats Road)

Wie der Geschichtenerzähler und Mitarbeiter des Vaters, Uncle Benny, in der Familie der jugendlichen Ich-Erzählerin zu Mittag aß, eine Ehefrau erhielt und deren Tochter nicht wiederfinden konnte. „But what was crystal clear to my mother was obviously hazy and terrifying to Uncle Benny.“ „So lying alongside our world was Uncle Benny's world like a troubling distorting reflection, the same but never at all the same.“
- Die Erben des menschlichen Körpers (Heirs of the Living Body)

Zwei Tanten der jugendlichen Ich-Erzählerin verändern sich, nachdem der von ihnen umhegte Bruder gestorben ist, der ein Amt hatte und bei dessen Beerdigung es ihr nicht gut ergeht. Wie die unpersönliche Art, in der der Onkel seine Urteile in Bezug auf sie äußerte, ihr Freiheit gelassen hatte und wie sie später zu der Einsicht gelangt, dass Freiheit nicht so leicht zu erlangen ist wie es ihr durch ihren Biss in den Unterarm einer Cousine erschienen war. Wie eng beieinander Höflichkeit und schlagfertige Böswilligkeit liegen können und Gewissensbisse und unbefleckte Zufriedenheit.
- Prinzessin Ida (Princess Ida)

Die beruflich selbständige Mutter im Außendienst während des Krieges mietet ein Haus in der Stadt und bekommt es mit Kommentaren der Schwestern und des jüngsten Bruders zu tun, der unerwartet mit seiner neuen jungen Ehefrau von Ohio hergefahren kommt, was sich als Abschiedsbesuch herausstellt. Welche Beobachtungen die jugendliche Ich-Erzählerin zum Verhältnis der Geschlechter anstellt. Jennifer Murray zitiert in ihrem Beitrag über dieses Werk (2010) eine Passage aus einem Interview mit Munro von 1994, in dem Munro sagt, wie sie beim Schreiben dieser Geschichte gemerkt hat, dass es kein Roman, sondern eine Reihe von Erzählungen werden würde.
- Alter der Gläubigkeit (Age of Faith)

Die jugendliche Ich-Erzählerin versucht mit Gesprächen, kleinen Tests und logischen Experimenten herauszubekommen, was am christlichen Glauben dran ist und wundert sich: „I could not get it straight.“ Die Aussage der Mutter „God was made by man! Not the other way around!“ stellt sie auf die Probe und macht sich an einem Karfreitag auf die Suche nach einem wahren Gläubigen, „a true believer, on whom I could rest my doubts“. Sie hat schon entschieden, den Pastor auslassen: „I preferred to believe his grasp was good, and not try it out“. Sie findet Paradoxe und kann es nicht lassen, zu grübeln: "But why – I could not stop this thinking though I knew it could bring me no happiness – why would God hate anything that He had made? If He was going to hate it, why make it?" Eines Tages beginnt der alte Hund der Familie unerwartet beim Nachbarn Schafe zu reißen und soll erschossen werden. Sie testet, was ihr kleiner Bruder, der nicht will, dass sein Hund getötet wird, vom Beten hält: „I saw with dismay the unavoidable collision coming, of religion and life.“ Sie beobachtet ihn beim Beten und kommt zu dem Schluss: „Seeing somebody have faith, close up, is no easier than seeing someone chop a finger off.“
- Veränderungen und Zeremonien (Changes and Ceremonies)
- Das Leben von Mädchen und Frauen (Lives of Girls and Women)
- Taufe (Baptizing)
- [fehlt auf Deutsch] (Ally and Lizzy)[9]
- Epilog: Der Fotograf (Epilogue: The Photographer)

## Forschungsliteratur
- Sharmila Kulkarni, Alice Munro's Lives of Girls and Women. A Deviation from Conventional Canadian Short Story, in: Indian Streams Research Journal, Vol II, Iss XII, Pp 1763 (January 2013)
- Jennifer Murray, “Like the Downflash of a Wing or Knife”: Repression, Sublimation, and the Return of the Repressed in Alice Munro’s Princess Ida, in: Journal of the Short Story in English (JSSE)/Les cahiers de la nouvelle, n° 55 (Autumn 2010).
- Lee Garner and Jennifer Murray, From Participant to Observer: Theatricality as Distantiation in “Royal Beatings” and “Lives of Girls and Women” by Alice Munro, in: Journal of the Short Story in English, 51 (Autumn 2008).
- Jennifer Murray, « Aux difformes et aux légèrement dérangés » : la figure du grotesque comme moyen d’accès au désordre du refoulé dans trois nouvelles d’Alice Munro,  in: Studies in Canadian Literature / Études en littérature canadienne (SCL/ÉLC), Volume 33, Number 1 (2008).
- Andrew Lesk, Playing the Parts: The ‘corps morcelé’ in Alice Munro’s Lives of Girls and Women, in: Studies in Canadian Literature / Études en littérature canadienne (SCL/ÉLC), Volume 32, Number 1 (2007).
- Magdalene Redekop, Alice Munro and the Scottish Nostalgic Grotesque, in: The rest of the story. Critical essays on Alice Munro. Edited by Robert Thacker, Toronto: ECW Press, 1999, ISBN 1-55022-392-5, S. 21–43.
- Katherine J. Mayberry, Narrative Strategies of Liberation in Alice Munro, in: Studies in Canadian Literature / Études en littérature canadienne (SCL/ÉLC), Volume 19, Number 2 (1994).
- Rae McCarthy Macdonald: Structure and detail in Lives of girls and women. In: Studies in Canadian Literature / Études en littérature canadienne, Vol. 3, 1978.
- Heliane Daziron, Alice Munro's The Flats Road, in: Canadian Woman Studies/Les Cahiers de la Femme, 1984 Fall; 6 (1): 103–104.
- Lorraine M. York, "The Other Side of Dailiness": The Paradox of Photography in Alice Munro's Fiction, in: Studies in Canadian Literature / Études en littérature canadienne (SCL/ÉLC), Volume 08, Number 1 (1983).
- W. R. Martin, The Strange and the Familiar in Alice Munro, in: Studies in Canadian Literature / Études en littérature canadienne (SCL/ÉLC), Volume 07, Number 2 (1982).
- Helen Hoy, "Dull, Simple, Amazing and Unfathomable": Paradox and Double Vision In Alice Munro's Fiction, in: Studies in Canadian Literature / Études en littérature canadienne (SCL/ÉLC), Volume 05, Number 1 (1980).
- Catherine Sheldrick Ross, Calling Back the Ghost of the Old-time Heroine: Duncan, Montgomery, Atwood, Laurence, and Munro, in: Studies in Canadian Literature / Études en littérature canadienne (SCL/ÉLC), Volume 04, Number 1 (1979).
- Monaghan, David, Confinement and escape in Alice Munro's The Flats Road, in: Studies in Short Fiction (14) 1977, 165–168.